# Anaïs Chevalier-Bouchet
Anaïs Chevalier-Bouchet (n. 12 februarie 1993, Saint-Martin-d'Hères, Rhône-Alpes, Franța) este o biatlonistă ce a reprezentat Franța, medaliată olimpică. A participat la 3 ediții ale Jocurilor Olimpice (2014, 2018, 2022) în care a câștigat două medalii de argint și o medalie de bronz.